# Vampire Academy (phim)
Học viện ma cà rồng (Vampire Academy) là một bộ phim kinh dị giả tưởng năm 2014 của đạo diễn Mark Waters và được kịch bản bởi Daniel Waters dựa trên tiểu thuyết cùng tên của Richelle Mead bán chạy nhất năm 2007. Phim có sự tham gia của Zoey Deutch, Danila Kozlovsky, Lucy Fry và Dominic Sherwood trong vai chính. Nó được phát hành ở Bắc Mỹ vào ngày 7 tháng 2 năm 2014 và trên toàn cầu từ tháng 3 đến tháng 7 cùng năm. Nó được phân phối tại Hoa Kỳ bởi Công ty Weinstein.
Bộ phim là một thất bại nghiêm trọng và cả về tài chính, chỉ thu về 15,4 triệu đô la trên toàn thế giới so với ngân sách 30 triệu đô la, khiến bộ phim trở thành "Bom tấn của phòng vé".